# Angelo Tua
Angelo Stefano Pietro Paolo Tua (Cuneo, 20 aprile 1874 – Sanremo, 20 gennaio 1955) è stato un generale e politico italiano Nel 1944 fu Commissario Prefettizio di Cuneo.